# ウジェーヌ・ビゴー
ウジェーヌ・ビゴー（Eugène Bigot, 1888年2月28日 - 1965年7月17日）は、フランス出身の指揮者。

## 経歴
1888年、レンヌ生まれ。1905年からパリ音楽院でクサヴィエ・ルルーに和声法、アンドレ・ジェダルジュに対位法、ポール・ヴィダルに作曲法を師事。1909年からはヴェルサイユの砲兵連隊に入隊しながら勉学をつづけ、1912年に音楽院を卒業した。1913年にはシャンゼリゼ劇場の合唱団の指揮を任されたが、ほどなく第一次世界大戦に従軍している。戦後は、コンセール・パドルーのヴィオラ奏者として音楽活動を再開し、バレエ・スエドワのデジレ＝エミール・アンゲルブレシュトの助手になった。1923年にはフィリップ・ゴーベールの指揮するパリ音楽院管弦楽団の副指揮者となり、1925年にはシャンゼリゼ劇場の首席指揮者に転出した。1927年にはプティ・パリジャン放送の指揮者を1934年まで務め、その後はラムルー管弦楽団の指揮者をしたり、アンゲルブレシュトの設立するフランス国立放送管弦楽団に手を貸したりしている。
第二次世界大戦後は、パリ音楽院の教授として辣腕を振るい、リールやストラスブール、マルセイユなどパリ周辺の放送局でも演奏活動を展開した。1957年にパリ音楽院の座を退いてからはブザンソン国際指揮者コンクールの審査員長を務め、小澤征爾などにも助言指導を行っていた。
晩年はエクサン・プロヴァンス音楽祭で指揮法のマスター・コースを開いていたが、パリで死去。